# Benacantil
Il Benacantil è una montagna che domina la città di Alicante. 
Il monte è costituito da materiale roccioso e presenta una vegetazione composta da pini e arbusti sul lato nord. Sulla montagna si erge la rocca medievale di Alicante, il Castillo de Santa Bárbara mentre alle sue pendici si trova il parco de la Ereta e i barrios (quartieri) di Santa Cruz, San Roque, San Anton  e il Raval Roig nonché un vecchio parcheggio che è diventato negli ultimi anni un punto abituale per i botellones.